# Wereldkampioenschap Alpineskiën 2007/Alpine-combinatie
Tijdens de wereldkampioenschappen alpineskiën van 2007 in het Zweedse Åre werd op donderdag 8 februari en vrijdag 9 februari de combinatie geskied. De mannen begonnen op donderdag met om 12:30 uur de afdaling en om 16:00 uur de slalom. De vrouwen idem dito op vrijdag.

## Mannen
| Titelverdediger    | Benjamin Raich | Oostenrijk       |
| Olympisch kampioen | Ted Ligety     | Verenigde Staten |
| Leider WB          | Marc Berthod   | Zwitserland      |
| ------------------ | -------------- | ---------------- |

| p      | # | naam                 | nat. | verschil | afdaling     | slalom     | totaal  |
| ------ | - | -------------------- | ---- | -------- | ------------ | ---------- | ------- |
| Goud   |   | Daniel Albrecht      | SUI  |          | (7) 1:37.66  | (5) 51.33  | 2:28.99 |
| Zilver |   | Benjamin Raich       | AUT  | + 0.08   | (14) 1:38.24 | (1) 50.83  | 2:29.07 |
| Brons  |   | Marc Berthod         | SUI  | + 0.24   | (10) 1:37.94 | (4) 51.29  | 2:29.23 |
| 4      |   | Didier Défago        | SUI  | + 0.51   | (6) 1:37.64  | (10) 51.86 | 2:29.50 |
| 5      |   | Aksel Lund Svindal   | NOR  | + 0.60   | (2) 1:36.84  | (18) 52.75 | 2:29.59 |
| 6      |   | Bode Miller          | USA  | + 0.98   | (1) 1:36.64  | (20) 53.33 | 2:29.97 |
| 7      |   | Romed Baumann        | AUT  | + 0.99   | (13) 1:38.21 | (7) 51.77  | 2:29.98 |
| 8      |   | Silvan Zurbriggen    | SUI  | + 1.02   | (15) 1:38.27 | (6) 51.74  | 2:30.01 |
| 9      |   | Steven Nyman         | USA  | + 1.19   | (4) 1:37.23  | (19) 52.95 | 2:30.18 |
| 10     |   | Ondřej Bank          | CZE  | + 1.22   | (19) 1:38.41 | (9) 51.80  | 2:30.21 |
| 11     |   | Mario Matt           | AUT  | + 1.35   | (31) 1:39.26 | (3) 51.08  | 2:30.34 |
| 12     |   | Ivica Kostelić       | CRO  | + 1.40   | (23) 1:38.62 | (7) 51.77  | 2:30.39 |
| 13     |   | Peter Fill           | ITA  | + 1.41   | (9) 1:37.71  | (17) 52.69 | 2:30.40 |
| 14     |   | Jean-Baptiste Grange | FRA  | + 1.59   | (35) 1:39.53 | (2) 51.05  | 2:30.58 |
| 15     |   | Lars Elton Myhre     | NOR  | + 1.60   | (24) 1:38.64 | (11) 51.95 | 2:30.59 |
| 16     |   | Rainer Schönfelder   | AUT  | + 1.61   | (17) 1:38.31 | (13) 52.29 | 2:30.60 |
| 17     |   | François Bourque     | CAN  | + 2.44   | (5) 1:37.38  | (23) 54.05 | 2:31.43 |
| 18     |   | Patrick Staudacher   | ITA  | + 2.55   | (8) 1:37.70  | (22) 53.84 | 2:31.54 |
| 19     |   | Ryan Semple          | CAN  | + 3.18   | (34) 1:39.51 | (16) 52.66 | 2:32.17 |
| 20     |   | Thomas Lanning       | USA  | + 3.48   | (40) 1:40.15 | (14) 52.32 | 2:32.47 |

## Vrouwen
| Titelverdediger    | Janica Kostelić | Kroatië    |
| Olympisch kampioen | Janica Kostelić | Kroatië    |
| Leider WB          | Marlies Schild  | Oostenrijk |
| ------------------ | --------------- | ---------- |

| p      | # | naam                    | nat. | verschil | afdaling     | slalom     | totaal  |
| ------ | - | ----------------------- | ---- | -------- | ------------ | ---------- | ------- |
| Goud   |   | Anja Pärson             | SWE  |          | (1) 1:11.00  | (6) 46.69  | 1:57.69 |
| Zilver |   | Julia Mancuso           | USA  | + 0.81   | (3) 1:11.95  | (5) 46.55  | 1:58.50 |
| Brons  |   | Marlies Schild          | AUT  | + 0.85   | (10) 1:12.91 | (1) 45.63  | 1:58.54 |
| 4      |   | Šárka Záhrobská         | CZE  | + 1.05   | (11) 1:12.95 | (2) 45.79  | 1:58.74 |
| 5      |   | Kathrin Zettel          | AUT  | + 1.91   | (17) 1:13.23 | (4) 46.37  | 1:59.60 |
| 6      |   | Nicole Hosp             | AUT  | + 2.22   | (5) 1:12.22  | (11) 47.69 | 1:59.91 |
| 7      |   | Maria Riesch            | GER  | + 2.33   | (7) 1:12.35  | (10) 47.67 | 2:00.02 |
| 8      |   | Nike Bent               | SWE  | + 2.46   | (4) 1:11.97  | (19) 48.18 | 2:00.15 |
| 9      |   | Veronika Zuzulová       | SVK  | + 3.05   | (35) 1:14.44 | (3) 46.30  | 2:00.74 |
| 10     |   | Emily Brydon            | CAN  | + 3.17   | (28) 1:13.68 | (7) 47.18  | 2:00.86 |
| 11     |   | Petra Robnik            | SLO  | + 3.20   | (27) 1:13.56 | (9) 47.33  | 2:00.89 |
| 12     |   | Kaylin Richardson       | USA  | + 3.25   | (14) 1:13.15 | (15) 47.79 | 2:00.94 |
| 13     |   | Rabea Grand             | SUI  | + 3.27   | (29) 1:13.78 | (7) 47.18  | 2:00.96 |
| 14     |   | Ingrid Jacquemod        | FRA  | + 3.31   | (6) 1:12.33  | (22) 48.67 | 2:01.00 |
| 15     |   | Daniela Merighetti      | ITA  | + 3.32   | (18) 1:13.31 | (12) 47.70 | 2:01.01 |
| 16     |   | Janette Hargin          | SWE  | + 3.39   | (21) 1:13.33 | (14) 47.75 | 2:01.08 |
| 17     |   | Johanna Schnarf         | ITA  | + 3.54   | (16) 1:13.22 | (17) 48.01 | 2:01.23 |
| 18     |   | Britt Janyk             | CAN  | + 3.61   | (9) 1:12.83  | (20) 48.47 | 2:01.30 |
| 19     |   | Jessica Lindell-Vikarby | SWE  | + 3.96   | (25) 1:13.48 | (18) 48.17 | 2:01.65 |
| 20     |   | Urška Rabič             | SLO  | + 4.25   | (23) 1:13.40 | (21) 48.54 | 2:01.94 |